# Amer Đidić
Amer Đidić, né le 28 décembre 1994 à Zenica en Bosnie-Herzégovine, est un joueur international canadien de soccer. Il joue au poste de défenseur central au Pacific FC en Première ligue canadienne.

## Biographie

### Carrière en club
Amer Đidić est né à Zenica en Bosnie-Herzégovine. Il a émigré avec sa famille durant la guerre de Bosnie-Herzégovine à Sherwood Park en Alberta. Il commence à jouer au soccer dans des équipes de jeunes, notamment au Sherwood Park District SA, puis au FC Edmonton. Entre 2012 et 2015, il joue en NAIA avec l'équipe de son université, les Wildcats de Baker.
Il signe son premier contrat professionnel le 2 mars 2016, lorsqu'il rejoint les Rangers de Swope Park. Le 26 mars, il fait ses débuts professionnels à l'occasion d'une victoire de 2-1 contre les Timbers 2 de Portland. En août 2016, il signe un contrat à court terme avec le Sporting Kansas City pour participer à la Ligue des champions de la CONCACAF. Il fait ses débuts avec le Kansas City le 16 août 2016 face au Central FC (match nul de 2-2). À la fin de la saison, il est nommé dans l'équipe de type de la saison 2016 de la USL.
Le 31 mai 2017, il rejoint le Sporting Kansas City avec un contrat garanti jusqu'à la fin de la saison 2017 puis trois années en option. Il est le premier joueur de soccer des Wildcats de Baker à signer avec une franchise de la MLS. À la fin de la saison 2017, le Sporting Kansas City annonce qu'il exerce l'option pour la saison 2018. Il fait sa première et dernière apparition au Sporting contre le Real Salt Lake en Coupe des États-Unis le 6 juin 2018 (victoire 2-0). Après trois saisons avec le Sporting Kansas City, il est libéré à la fin de la saison 2018.
Le 18 décembre 2018, il rejoint le San Antonio FC pour la saison 2019 de USL Championship. Il dispute seulement les deux premières rencontres de la saison les 9 et 16 mars 2019. Le 15 avril, il résilie son contrat avec San Antonio. Le même jour, il signe un contrat avec le FC Edmonton qui évolue en Première ligue canadienne. Le 4 mai, il fait ses débuts en Première ligue canadienne contre le Valour FC.
Le 9 février 2022, il s'engage avec le Pacific FC, formation de Première ligue canadienne, et renforce l'équipe qui s'apprête à découvrir la Ligue de la CONCACAF en 2022,.

### Carrière internationale
En août 2017, Amer Đidić est convoqué pour la première fois en équipe du Canada par le sélectionneur national Octavio Zambrano, pour un match amical contre la Jamaïque mais n'entre pas en jeu. Puis, en octobre et novembre 2019, il est de nouveau convoqué pour des matchs de la Ligue des nations de la CONCACAF contre les États-Unis, mais n'entre pas en jeu.
En janvier 2020, il est encore une fois appelé en équipe du Canada par le sélectionneur national John Herdman, pour des matchs amicaux contre la Barbade et l'Islande. Le 10 janvier 2020, il honore sa première sélection en tant que titulaire contre la Barbade, et inscrit son premier but d'une tête sur un corner de Liam Fraser. Le match se solde par une victoire 4-1 des Canadiens. Il devient le premier joueur de la Première ligue canadienne à disputer une rencontre avec la sélection canadienne, et il est également le premier de la PLC à inscrire un but sous les couleurs du Canada,.

## Statistiques

### Statistiques détaillées
| Saison                | Club                  | Championnat           | Championnat | Championnat | Championnat | Coupe(s) nationale(s) | Coupe(s) nationale(s) | Coupe(s) nationale(s) | Compétition(s) continentale(s) | Compétition(s) continentale(s) | Compétition(s) continentale(s) | Compétition(s) continentale(s) | Séries | Séries | Séries | Canada | Canada | Canada | Total | Total | Total |
| Saison                | Club                  | Division              | M.          | B.          | P.d.        | M.                    | B.                    | P.d.                  | Comp.                          | M.                             | B.                             | P.d.                           | M.     | B.     | P.d.   | M.     | B.     | P.d.   | M.    | B.    | P.d.  |
| 2016                  | Rangers de Swope Park | USL                   | 28          | 1           | 0           | -                     | -                     | -                     | -                              | -                              | -                              | -                              | 4      | 0      | 0      | -      | -      | -      | 32    | 1     | 0     |
| 2017                  | Rangers de Swope Park | USL                   | 21          | 1           | 0           | -                     | -                     | -                     | -                              | -                              | -                              | -                              | 4      | 1      | 0      | -      | -      | -      | 25    | 2     | 0     |
| 2018                  | Rangers de Swope Park | USL                   | 25          | 1           | 2           | -                     | -                     | -                     | -                              | -                              | -                              | -                              | 2      | 0      | 0      | -      | -      | -      | 27    | 1     | 2     |
| Sous-total            | Sous-total            | Sous-total            | 74          | 3           | 2           | 0                     | 0                     | 0                     | -                              | 0                              | 0                              | 0                              | 10     | 1      | 0      | 0      | 0      | 0      | 84    | 4     | 2     |
| 2016                  | Sporting Kansas City  | MLS                   | 0           | 0           | 0           | 0                     | 0                     | 0                     | LCC                            | 3                              | 0                              | 0                              | -      | -      | -      | -      | -      | -      | 3     | 0     | 0     |
| 2017                  | Sporting Kansas City  | MLS                   | 0           | 0           | 0           | 0                     | 0                     | 0                     | -                              | -                              | -                              | -                              | -      | -      | -      | -      | -      | -      | 0     | 0     | 0     |
| 2018                  | Sporting Kansas City  | MLS                   | 0           | 0           | 0           | 1                     | 0                     | 0                     | -                              | -                              | -                              | -                              | -      | -      | -      | -      | -      | -      | 1     | 0     | 0     |
| Sous-total            | Sous-total            | Sous-total            | 0           | 0           | 0           | 1                     | 0                     | 0                     | -                              | 3                              | 0                              | 0                              | 0      | 0      | 0      | 0      | 0      | 0      | 4     | 0     | 0     |
| 2019                  | San Antonio FC        | USLC                  | 2           | 0           | 0           | -                     | -                     | -                     | -                              | -                              | -                              | -                              | -      | -      | -      | -      | -      | -      | 2     | 0     | 0     |
| 2019                  | FC Edmonton           | PLCan                 | 19          | 0           | 3           | 1                     | 0                     | 0                     | -                              | -                              | -                              | -                              | -      | -      | -      | -      | -      | -      | 20    | 0     | 3     |
| 2020                  | FC Edmonton           | PLCan                 | 3           | 0           | 0           | -                     | -                     | -                     | -                              | -                              | -                              | -                              | -      | -      | -      | 2      | 1      | 0      | 5     | 1     | 0     |
| 2021                  | FC Edmonton           | PLCan                 | 24          | 3           | 1           | 1                     | 0                     | 0                     | -                              | -                              | -                              | -                              | -      | -      | -      | -      | -      | -      | 25    | 3     | 1     |
| Sous-total            | Sous-total            | Sous-total            | 46          | 3           | 4           | 2                     | 0                     | 0                     | -                              | 0                              | 0                              | 0                              | 0      | 0      | 0      | 2      | 1      | 0      | 50    | 4     | 4     |
| 2022                  | Pacific FC            | PLCan                 | 26          | 2           | 1           | 1                     | 2                     | 0                     | LC                             | 4                              | 0                              | 0                              | 1      | 0      | 0      | -      | -      | -      | 32    | 4     | 1     |
| Total sur la carrière | Total sur la carrière | Total sur la carrière | 148         | 8           | 7           | 4                     | 2                     | 0                     | -                              | 7                              | 0                              | 0                              | 10     | 1      | 0      | 2      | 1      | 0      | 171   | 12    | 7     |

## Distinctions individuelles
- Membre de l'équipe de type de la USL en 2016